# Drummond Peak
Der Drummond Peak ist ein niedriger und isolierter Berg im westantarktischen Marie-Byrd-Land. Er ragt 29 km südwestlich des La Gorce Peak  aus dem Eisschild auf der Edward-VII-Halbinsel auf.
Der United States Geological Survey kartierte ihn anhand eigener Vermessungen und Luftaufnahmen der United States Navy aus den Jahren von 1955 bis 1959. Das Advisory Committee on Antarctic Names benannte ihn 1966 nach  Leutnant Glenn Nelson Drummond Jr. (1921–2009), Assistenzaerologe bei den Unterstützungseinheiten der US Navy in Antarktika von 1959 bis 1962.